# Diomede Falconio
Diomede Falconio (Pescocostanzo, 20. rujna 1842. – Rim, 8. veljače 1917.), bio je talijanski kardinal te prefekt Kongregacije za posvećene.
Dana 27. studenog 1911. imenovan je kardinalom.